# Caramels d'Isigny
Pour les articles homonymes, voir Isigny.
Les caramels d’Isigny sont une confiserie lactée de Normandie.
Les caramels d’Isigny consistent soit en caramels durs confectionnés avec de la crème fraîche de Normandie, soit en caramels tendres confectionnés avec du lait frais d’Isigny.
L’origine des caramels mous, plus communément appelés « caramels tendres », les plus emblématiques des caramels d’Isigny, remonte à 1894 avec la création par Pierre et Jean Dupont, à la section confiserie de la sous-station d'écrémage de La Cambe, des caramels qui deviendront connus sous le nom des caramels « Dupont d’Isigny ». La recette leur est fournie par leur employé, Ernest Fleutôt, en 1932. Cette trouvaille fera la renommée des caramels d’Isigny dans le monde entier.
La qualité des produits laitiers d’Isigny, jouissant d’une notoriété mondiale depuis le XVIIIe siècle, joue un rôle dans la saveur de ces bonbons.